# Mops petersoni
Mops petersoni é uma espécie de morcego da família Molossidae. Pode ser encontrada nos Camarões e Gana.